# Le Lac-d'Issarlès
Le Lac-d'Issarlès è un comune francese di 275 abitanti situato nel dipartimento dell'Ardèche della regione dell'Alvernia-Rodano-Alpi.

## Società

### Evoluzione demografica
Abitanti censiti